# Marat Niyasov
Marat Niyasov (Asjabad, 28 de septiembre de 1933 – Asjabad, 8 de abril de 2009) fue un tirador deportivo soviético y turkmeno. Consiguió la medalla de plata en los Juegos Olímpicos de Roma 1960 en la modalidad del rifle de tres posiciones de 50 metros. Además, entre 1958 y 1966 ganó seis oros, diez platas y tres bronces en los Campeonatos Mundiales. Estableció siete récords en 1958 y ganó un título europeo en 1959. En clave nacional, ganó nueve títulos (1957, 1958, 1963, 1964, 1966 y 1968). 
Después de retirarse, trabajó como entrenador en su ciudad natal Asjabad. Por sus logros, fue premiado con la Orden de la Bandera Roja del Trabajo.